# Errore fondamentale di attribuzione
In psicologia sociale l'errore fondamentale di attribuzione (o "errore di corrispondenza", in inglese Fundamental attribution error) è la tendenza sistematica ad attribuire internamente la causa di un comportamento, sottostimando l'influenza che l'ambiente o il contesto possono avere nel determinare tale comportamento (attribuzione disposizionale versus attribuzione situazionale). Questo effetto viene anche descritto come la tendenza a credere che quello che le persone fanno rispecchi quello che sono.
Il classico esempio per spiegare la teoria dell'errore di attribuzione del comportamento è quello di una situazione in auto. Un conducente è bloccato nel traffico da un altro conducente. Il primo attribuisce il comportamento dell'altro alla sua personalità (per esempio al fatto che pensi solo a se stesso, che sia egoista, che sia un autista inesperto). Questo però sostiene dentro di sé che è dovuto a fattori esterni, per esempio che sta per perdere il suo volo, sua moglie sta partorendo all'ospedale, ha avuto una giornata orribile. L'altro conducente fa lo stesso errore e si scusa dicendo che è stata influenzato da cause contingenti, per esempio che è in ritardo per il suo colloquio di lavoro, deve ritirare suo figlio per il suo appuntamento con il dentista; non pensa certamente di avere un difetto nelle sue caratteristiche interne, per esempio di non essere bravo a guidare. 

## Origine del termine
Il termine fu coniato da Lee Ross alcuni anni dopo un esperimento classico di Edward E. Jones e Victor Harris (1967). Alcuni psicologi, incluso Daniel Gilbert, hanno usato la frase "bias della corrispondenza" per l'errore di attribuzione fondamentale. Altri psicologi hanno sostenuto che l'errore di attribuzione fondamentale e il bias della corrispondenza siano collegati ma che restino fenomeni indipendenti, cioè che il primo sia una spiegazione comune per quest'ultimo.

### Lo studio classico di dimostrazione: Jones ed Harris (1967)
Gli psicologi Jones e Harris ipotizzarono, basandosi sulla teoria dell'inferenza corrispondente, che le persone attribuiscano comportamenti apparentemente liberi e volontari alla disposizione interiore, e comportamenti apparentemente dovuti al caso alla situazione esterna. 
I soggetti dell'esperimento nel loro studio dovevano leggere un testo contro o pro Fidel Castro. Dopo la lettura veniva loro chiesto di valutare l'atteggiamento pro-Castro degli autori del testo. I soggetti venivano divisi in due gruppi, al primo veniva fatto credere che gli autori scegliessero liberamente se scrivere a favore o contro Castro, a un secondo invece no. Quando i soggetti credevano che gli scrittori scegliessero liberamente le posizioni a favore o contro Castro, i soggetti tendevano sistematicamente a valutare le persone che avevano scritto a favore come aventi un atteggiamento più positivo nei confronti di Castro. Tuttavia, contraddicendo l'ipotesi iniziale di Jones e Harris, quando ai soggetti veniva detto che le posizioni degli scrittori erano determinate dal lancio di una moneta, valutavano ancora gli scrittori che scrivevano in favore di Castro come aventi, in media, un atteggiamento più positivo nei confronti di Castro di quelli che avevano scritto contro di lui.
L'esperimento mostra quindi la tendenza sistematica a sottovalutare i fattori situazionali, ossia esterni, dovuti in questo caso all'impossibilità di scegliere se scrivere a favore o contro, e ad attribuire l'azione a una disposizione interna.

## Spiegazioni teoriche
Diverse teorie hanno cercato di spiegare questo fenomeno. Alcuni esempi più importanti:
- Ipotesi del mondo giusto - È la convinzione che le persone ottengano ciò che meritano e meritino ciò che ottengono, il cui concetto è stato inizialmente teorizzato da Melvin J. Lerner (1977). Attribuire i fallimenti a cause intenzionali piuttosto che a cause ambientali - che sono immutabili e incontrollabili - soddisfa il nostro bisogno di credere che il mondo sia equo e che abbiamo il controllo sulla nostra vita. Siamo motivati a vedere un mondo giusto perché questo riduce le minacce percepite, ci dà un senso di sicurezza, ci aiuta a trovare significato in circostanze difficili e inquietanti, e ci avvantaggia psicologicamente. Sfortunatamente l'ipotesi del mondo giusto si traduce anche in una tendenza per le persone a incolpare e screditare le vittime di un incidente o di una tragedia, come lo stupro e gli abusi domestici, per rassicurare la loro insensibilità a tali eventi. Le persone possono anche incolpare i difetti della vittima in una "vita passata" per perseguire la giustificazione del loro cattivo risultato.
- Salienza dell'attore - Nell'osservare un attore compiere un'azione c'è una fondamentale differenza di salienza tra attore e osservatore. Le persone tendono ad attribuire un effetto osservato a potenziali cause che catturano la loro attenzione. Quando osserviamo altre persone, la persona è il punto di riferimento principale della nostra attenzione, mentre la situazione viene trascurata. Pertanto, è più probabile che le attribuzioni per il comportamento altrui si concentrino sulla persona che vediamo, focus della nostra attenzione, e non sulle forze situazionali che agiscono su quella persona e di cui potremmo non essere a conoscenza. Quando osserviamo noi stessi, siamo più consapevoli delle forze che agiscono su di noi. Questa differenza tra osservazione verso l'interno e verso l'esterno spiega il pregiudizio dell'attore-osservatore[5].
- Mancato aggiustamento (Lack of effortful adjustment in inglese) - A volte, anche se siamo consapevoli che il comportamento della persona è limitato da fattori situazionali, commettiamo comunque l'errore di attribuzione fondamentale, come dimostra l'esperimento di Jones e Harris[4] . Questo perché non teniamo conto contemporaneamente delle informazioni comportamentali e situazionali per caratterizzare le disposizioni dell'attore[6].  Inizialmente, usiamo automaticamente il comportamento osservato per caratterizzare la persona[7][8][9].  Dobbiamo poi fare uno sforzo consapevole per adattare la nostra inferenza automatica tenendo in considerazione gli elementi situazionali. Quando le informazioni situazionali non sono sufficientemente prese in considerazione per la regolazione, l'inferenza disposizionale non corretta porta all'errore fondamentale di attribuzione. Questo spiegherebbe anche perché le persone commettano l'errore di attribuzione fondamentale in misura maggiore quando sono sotto carico cognitivo, cioè quando hanno meno motivazione o energia per elaborare le informazioni situazionali.
- La cultura - È stato suggerito che le differenze culturali possano avere un ruolo nell'errore di attribuzione: le persone provenienti da culture individualistiche (occidentali) sono dichiaratamente più inclini all'errore, mentre le persone provenienti da culture collettivistiche lo sono meno[10]. Sulla base di presentazioni a figure di cartoni animati per soggetti giapponesi e americani, è stato suggerito che i soggetti collettivisti possono essere più influenzati dalle informazioni provenienti dal contesto (per esempio essere maggiormente influenzati dai volti circostanti nel giudicare le espressioni facciali[11]). I soggetti individualisti invece favoriscono l'elaborazione di oggetti focali piuttosto che dei contesti[12]. Altri suggeriscono che l'individualismo occidentale è associato alla visione di se stessi e degli altri come agenti indipendenti, concentrandosi quindi più sugli individui che sui dettagli contestuali[13].